# 败臼增一
敗臼增一 （南魚座β）在星表上是南天星座南魚座內的一對聯星。它的視星等為的4.29等（肉眼可见），從地球觀察得到的周年視差22.84mas，這顆恆星距离太陽143光年。它的座標位置是X射線的發射源，亮度為8.85×1021 W，但這應該不是來自這顆A-型恆星，可能還有其它發射源。
Oblak（1978年）曾將其視為一顆三合星，但隨後將其列為聯星。它的星等為4.29，主星A是一顆白色的A型主序星，類型為 A1V。質量大约是2.3太陽質量，半徑是2.1太陽半徑。有效溫度是9,638K，來自光球層的發光強度是太陽亮度的37倍。紅外過量的證據顯示它有岩屑盤，估計其軌道距離主星12AU，溫度為188K。伴星B的星等為7.8，恆星分類為A2V，與主星距離30.3角秒。
敗臼增一相對於太陽的速度为每秒14.4公里。绕银心公转轨道半径约为23,900至28,300光年。
在中國，它與敗臼一（天鶴座γ）、敗臼二、敗臼三和敗臼四組成星官敗臼。

## 外部連結
- Kaler, James B., , Stars (University of Illinois), November 12, 2009  [2018-09-23], （原始内容存档于2013-04-22）.